# Must

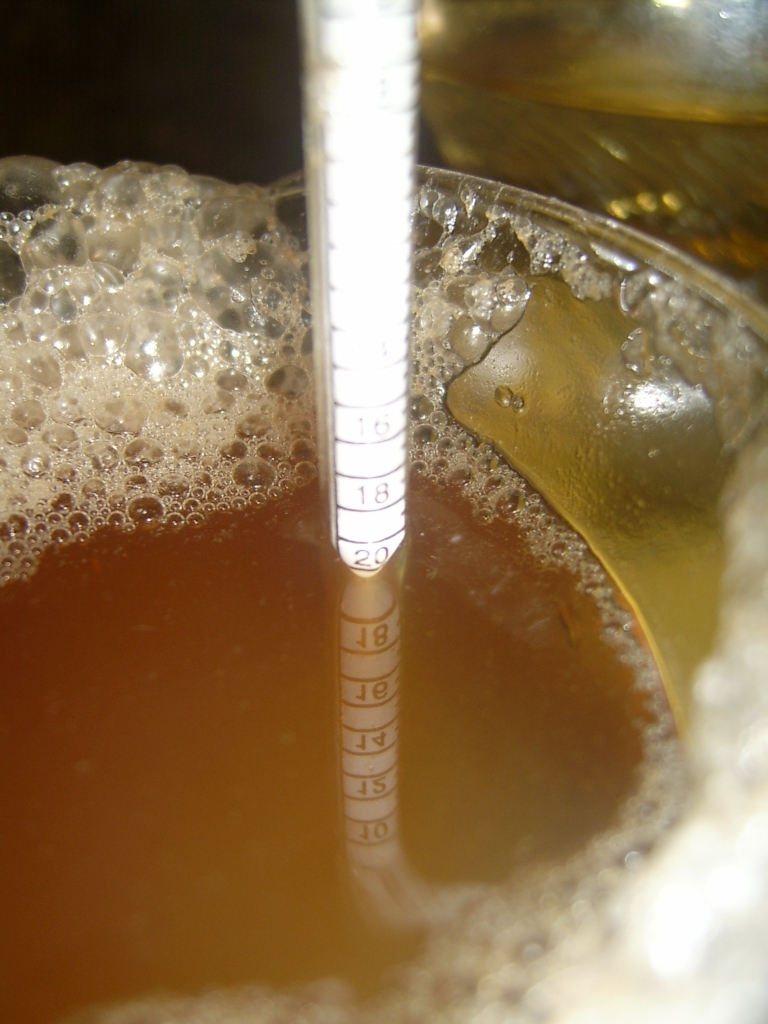
Must som ska bli vin.

Must är en dryck som består av utpressad råsaft från bär eller frukt, som hindrats från att jäsa och inte innehåller några tillsatser. Musten kan vara pastöriserad och/eller filtrerad. Exempel på råvaror som används till must är äpple (äppelmust), lingon, mullbär, päron, körsbär och vindruvor.

## Olika muster

### Must och juice
Must i betydelsen ojäst fruktsaft utan tillsatser marknadsförs numera oftare som juice. Råsaft från äpplen säljs ofta, åtminstone vid hantverksmässig produktion, som äppelmust; enligt Livsmedelsverkets föreskrifter får äppeljuice utan tillsatt socker även benämnas som äppelmust. Enligt Systembolaget är skillnaden mellan äppelmust och äppeljuice att musten görs på 100 procent kallpressade äpplen, medan det som kallas äppeljuice ofta görs på koncentrat som späds med vatten.

### Druvmust
Must är också det tekniska namnet på den saft eller juice som pressas från vindruvor som ett led i framställningen av vin. För tydlighetens skull används på svenska ofta begreppet druvmust. Om sådan must stabiliseras (förhindras att jäsa) kallas den normalt druvjuice när den säljs som dryck.

### Andra varianter
Benämningen must är inte ett ursprungsskyddat livsmedelsnamn. Därför kan även andra typer än rena råsafter marknadsföras som varianter av must. Detta inkluderar kolsyrade läskedrycker med mörk färg och ölrelaterade ingredienser (malt och humle), vilka sedan 1922 marknadsförts som julmust.
Ordet must används i svenskan även i överförd betydelse à la 'inre kraft' och 'uttrycksfullhet'. Det förekommer bland annat i uttryck som "must och märg" och avledningen mustig (som i "mustig färg" eller "mustig smak").

## Etymologi
Ordet must härstammar från latinets mustum, i betydelsen pressad, ännu ojäst druvsaft, eller ojäst vin. Det kommer från latinets mustus, som betyder "frisk" eller "ny", besläktat med grekiskans μύδος som betyder "fuktighet".